# Strade provinciali della città metropolitana di Venezia
Questo è un elenco delle strade provinciali presenti sul territorio della città metropolitana di Venezia (ex provincia di Venezia) e gestite dal medesimo ente:
| Numero | Denominazione                                   | Inizio                                                                   | Percorso | Fine                                                              | Lunghezza (m) | Mappa |
| ------ | ----------------------------------------------- | ------------------------------------------------------------------------ | --- | ----------------------------------------------------------------- | ------------- | ----- |
|        | Ponte Passetto                                  |                                                                          | Cavarzere - Passetto | (RO)                                                              | 1.051         |       |
|        | Cavarzere-Loreo                                 |                                                                          | Cavarzere - Loreo | (RO)                                                              | 9.180         |       |
|        | Cavarzere-Pettorazza Grimani                    |                                                                          | Cavarzere - Pettorazza Grimani | (RO)                                                              | 4.080         |       |
|        | Gorzone                                         |                                                                          | Cavarzere - Boscochiaro - Ca' Bianca |                                                                   | 18.343        |       |
|        | Gorzone Ovest                                   |                                                                          | Cavarzere - Rottanova | (PD)                                                              | 8.868         |       |
|        | Cona-Agna                                       |                                                                          | Pegolotte - Cona - Conetta - Agna | (PD)                                                              | 6.508         |       |
|        | Rebosola                                        |                                                                          | Pegolotte - Monsole - Cantarana - Ca' Bianca - Brondolo |                                                                   | 21.427        |       |
|        | Martinelle-Cantarana                            |                                                                          | Boscochiaro - Cantarana |                                                                   | 8.845         |       |
|        | Arzerone                                        | (PD)                                                                     | Valli di Chioggia - Ca' Bianca |                                                                   | 9.091         |       |
|        | Campolongo Maggiore-Piove di Sacco              |                                                                          | Campolongo Maggiore - Piove di Sacco |                                                                   | 2.174         |       |
|        | Casello 9-Piove di Sacco                        |                                                                          | Fiesso d'Artico - Paluello - Fossò - Sandon - Liettoli - Piove di Sacco | (PD)                                                              | 13.082        |       |
|        | Antico Alveo del Brenta                         |                                                                          | Dolo - Sambruson - Calcroci - Prozzolo - Campagna Lupia - Bojon | (PD)                                                              | 11.181        |       |
|        | Liettoli-Lova                                   | (PD)                                                                     | Sant'Angelo di Piove di Sacco - Liettoli - Campolongo Maggiore - Bojon - Lova |                                                                   | 10.479        |       |
|        | Campagna Lupia-Lova                             |                                                                          | Campagna Lupia - Lova |                                                                   | 4.664         |       |
|        | Campagna Lupia-Lugo                             |                                                                          | Campagna Lupia - Lugo |                                                                   | 4.680         |       |
|        | Prozzolo-Vigonovo                               |                                                                          | Prozzolo - Camponogara - Fossò - Vigonovo - Tombelle | Via Padova                                                        | 11.776        |       |
|        | Camponogara-Lughetto                            |                                                                          | Camponogara - Calcroci - Lughetto |                                                                   | 5.014         |       |
|        | Dolo-Camponogara                                |                                                                          | Dolo - Camponogara |                                                                   | 5.009         |       |
|        | Stra-Vigonovo                                   | (PD)                                                                     | ponte sul fiume Brenta presso Noventana - Vigonovo |                                                                   | 2.542         |       |
|        | Stra-Ponte Alto                                 |                                                                          | Stra - San Pietro - Paluello |                                                                   | 4.104         |       |
|        | Oriago-Sambruson                                |                                                                          | Oriago - Gambarare - Piazza Vecchia - Portomenai - Sambruson |                                                                   | 11.337        |       |
|        | Fusina                                          |                                                                          | Ca' Sabbioni - Malcontenta - Fusina | Via Moranzani                                                     | 6.755         |       |
|        | Malcontenta-Rana                                |                                                                          | Malcontenta - Marghera |                                                                   | 2.670         |       |
|        | Santa Maria di Sala-Fiesso d'Artico             | (PD)                                                                     | 1° tronco: Santa Maria di Sala - Caltana - Quadrivio di Pianiga - Barbariga 2° tronco: ponte sul canale Serraglio - Fiesso d'Artico                                                    | (PD)                                                              | 7.405         |       |
|        | Dolo-Scaltenigo-Mirano                          |                                                                          | Dolo - Cazzago - Ballò - Scaltenigo - Mirano |                                                                   | 8.640         |       |
|        | Mira-Mirano                                     |                                                                          | Mira Porte - Marano - Mirano |                                                                   | 6.480         |       |
|        | Cazzago-Mellaredo                               |                                                                          | Cazzago - Arino - Pianiga - Mellaredo |                                                                   | 8.145         |       |
|        | Borbiago-Mira                                   |                                                                          | Borbiago - Mira Porte |                                                                   | 1.805         |       |
|        | Oriago-Villanova di Camposampiero               |                                                                          | Oriago - Borbiago - Marano - Scaltenigo - Caltana - Caselle di Santa Maria di Sala | (PD)                                                              | 15.905        |       |
|        | Miranese                                        |                                                                          | Mestre - Chirignago - Spinea - Mirano - Santa Maria di Sala |                                                                   | 12.290        |       |
|        | Mirano-San Giorgio delle Pertiche               |                                                                          | Mirano - Zianigo - Veternigo - Quadrivio Tre Ponti - Sant'Angelo - Sant'Eufemia | (PD)                                                              | 10.485        |       |
|        | Mirano-Pianiga                                  |                                                                          | Mirano - Pianiga |                                                                   | 5.325         |       |
|        | Salzanese                                       |                                                                          | Mirano - Salzano - Noale |                                                                   | 9.525         |       |
|        | Spinea-Martellago                               |                                                                          | Spinea - Maerne - Martellago |                                                                   | 5.800         |       |
|        | Salzano-Scorzè                                  |                                                                          | Salzano - Quadrivio di Robegano - Scorzè |                                                                   | 4.990         |       |
|        | Mestrina                                        |                                                                          | Trivignano - Olmo di Martellago - Maerne - Robegano - Noale - Sandono | (PD)                                                              | 14.240        |       |
|        | Moglianese                                      |                                                                          | Scorzè - Cappella - Peseggia - Gardigiano | (TV)                                                              | 7.720         |       |
|        | Favaro-Quarto d'Altino                          | Via Triestina                                                            | Favaro Veneto - Dese - Gaggio - San Liberale - Quarto d'Altino |                                                                   | 16.425        |       |
|        | Favaro-Quarto d'Altino dir.                     |                                                                          | Gaggio - Marcon - Colmello | (TV)                                                              | 3.010         |       |
|        | Casale sul Sile-Portegrandi                     | (TV)                                                                     | Quarto d'Altino - Altino - Trepalade - Portegrandi |                                                                   | 13.510        |       |
|        | Jesolana                                        | Punta Sabbioni                                                           | Punta Sabbioni - Ca' Savio - Cavallino - Lido di Jesolo - Jesolo - Eraclea - Ponte Crepaldo - La Salute di Livenza - Sindacale - Lugugnana - San Michele al Tagliamento                |                                                                   | 60.705        |       |
|        | Portegrandi-Caposile-Jesolo                     |                                                                          | Portegrandi - Caposile - Jesolo |                                                                   | 22.000        |       |
|        | Caposile-Musile di Piave                        |                                                                          | Caposile - Musile di Piave |                                                                   | 8.380         |       |
|        | Ponte Catena-Meolo                              |                                                                          | Millepertiche - Meolo - Vallio |                                                                   | 3.757         |       |
|        | Jesolo-Cortellazzo                              |                                                                          | Jesolo - Cortellazzo | Viale Oriente                                                     | 5.851         |       |
|        | Caposile-Passarella-Eraclea                     |                                                                          | Caposile - Passarella - Eraclea al ponte sul fiume Piave |                                                                   | 11.025        |       |
|        | Noventa-Fossalta-Roncade                        |                                                                          | Noventa di Piave - Fossalta di Piave - Losson della Battaglia |                                                                   | 10.293        |       |
|        | Fossalta di Piave-Monastier                     |                                                                          | Fossalta di Piave - Pralongo | (TV)                                                              | 2.799         |       |
|        | Argine San Marco                                |                                                                          | Fossalta di Piave - Musile di Piave |                                                                   | 6.815         |       |
|        | Musile di Piave-Passarella                      |                                                                          | Musile di Piave - Passarella |                                                                   | 5.117         |       |
|        | San Donà di Piave-Eraclea                       |                                                                          | San Donà di Piave - Eraclea |                                                                   | 11.047        |       |
|        | San Donà di Piave-Ponte Crepaldo-Torre di Fine  |                                                                          | San Donà di Piave - Ponte Crepaldo - Torre di Fine |                                                                   | 15.140        |       |
|        | San Donà di Piave-Cittanova-Caorle              |                                                                          | San Donà di Piave - Calnova-Fiorentina - Stretti - Brian - Duna Verde - Porto Santa Margherita - Caorle                                                                                |                                                                   | 28.760        |       |
|        | Noventa di Piave-Cessalto                       |                                                                          | Casello autostradale di San Donà-Noventa - bivio per Campodipietra e Salgareda | (TV)                                                              | 10.592        |       |
|        | San Donà di Piave-Grassaga                      |                                                                          | San Donà di Piave - Grassaga | (TV)                                                              | 8.215         |       |
|        | Ponte Crepaldo-Torre di Mosto                   |                                                                          | Ponte Crepaldo - Stretti - Torre di Mosto - Ceggia |                                                                   | 13.824        |       |
|        | Staffolo-Ceggia                                 |                                                                          | Staffolo - Ceggia - Cessalto | (TV)                                                              | 7.767         |       |
|        | San Stino di Livenza-Caorle                     |                                                                          | San Stino di Livenza - Bivio Triestina - Sette Sorelle - Ottava Presa - Caorle |                                                                   | 20.212        |       |
|        | San Stino di Livenza-Belfiore                   |                                                                          | San Stino di Livenza - Loncon - Belfiore |                                                                   | 11.904        |       |
|        | San Stino di Livenza-Annone Veneto-Pravisdomini |                                                                          | San Stino di Livenza - Corbolone - Giai - Spadacenta - Annone Veneto - Pravisdomini | (PN)                                                              | 15.378        |       |
|        | Torre di Mosto-Caorle                           |                                                                          | Torre di Mosto - La Salute di Livenza - San Giorgio di Livenza - Caorle |                                                                   | 23.071        |       |
|        | Strada Persiana                                 |                                                                          | Blessagila - Pramaggiore - Cinto Caomaggiore |                                                                   | 7.647         |       |
|        | Portogruaro-Fossa Contarina                     |                                                                          | Portogruaro - Concordia Sagittaria |                                                                   | 12.091        |       |
|        | Portogruaro-Cavanella Lunga                     |                                                                          | Portogruaro - Concordia Sagittaria - Sindacale |                                                                   | 7.955         |       |
|        | Torresella-Villa Marina                         |                                                                          | Torresella - Lugugnana |                                                                   | 4.339         |       |
|        | Portogruaro-Lugugnana-Brussa                    | Via San Giacomo (Portogruaro)                                            | Portogruaro - Torresella - Giussago - Lugugnana - Marina di Lugugnana - Castello di Brussa - Brussa - Vallevecchia                                                                     | Ponte sull'Idrovia Litoranea Veneta in loc. Vallevecchia (Caorle) | 22.203        |       |
|        | Portogruaro-Fossalta-Alvisopoli                 |                                                                          | Portogruaro - Villanova Santa Margherita - Villanova Sant'Antonio - Fossalta di Portogruaro - Alvisopoli                                                                               |                                                                   | 8.070         |       |
|        | Portogruaro-San Michele al Tagliamento          |                                                                          | Portogruaro - Gorgo - Fratta - Alvisopoli - Pozzi - San Giorgio al Tagliamento - San Michele al Tagliamento                                                                            |                                                                   | 14.727        |       |
| ex     | Bibione-San Michele al Tagliamento              |                                                                          | San Michele al Tagliamento - San Filippo - Cesarolo - Marinella - Bevazzana - Bibione Ceduta alla Regione Veneto e riclassificata come S.R. n. 74 San Michele al Tagliamento - Bibione | Ponte sull'Idrovia Litoranea Veneta all'ingresso di Bibione       | 14.180        |       |
|        | San Mauro-Villanova-Morsano                     |                                                                          | Pozzi - San Mauro - Malafesta - Villanova della Cartera - confine con il Friuli Venezia Giulia verso Morsano al Tagliamento                                                            | (PN)                                                              | 8.288         |       |
|        | Strada Gruaro                                   |                                                                          | Giai - Gruaro - Bagnara - Cordovado |                                                                   | 8.193         |       |
|        | Gruaro-Sesto al Reghena                         |                                                                          | Gruaro - Sesto al Reghena | (PN)                                                              | 1.029         |       |
|        | Strada Bando                                    |                                                                          | Cinto Caomaggiore - Casello A28 |                                                                   | 1.298         |       |
|        | Torre di Mosto-Treponti                         |                                                                          | Torre di Mosto - Passo Torre |                                                                   | 3.958         |       |
|        | Spinea-Marghera                                 |                                                                          | Orgnano - Casello autostradale di Oriago-Mira - rotonda di Marghera |                                                                   | 8.865         |       |
|        | Spinea-Marghera dir.                            |                                                                          | Crea - casello autostradale di Spinea - bivio per Vetrego e il casello autostradale di Mirano-Dolo - Mirano                                                                            |                                                                   | 3.200         |       |
|        | Crosarona                                       |                                                                          | Noale - Cappelletta - Quadrivio Crosarona - Sant'Ambrogio | (PD)                                                              | 2.209         |       |
|        | San Donà di Piave-Noventa di Piave-Romanziol    |                                                                          | San Donà di Piave - Noventa di Piave - Romanziol - Ponte di Piave | (TV)                                                              | 10.551        |       |
|        | Scorzè-Scandolara                               |                                                                          | Scorzè - Rio San Martino - Scandolara | (TV)                                                              | 4.645         |       |
|        | Cavarzere-Corte Dolfina                         |                                                                          | Cavarzere - Sostegno | (RO)                                                              | 14.742        |       |
|        | Rottanova-Conetta                               |                                                                          | Rottanova - Conetta |                                                                   | 4.011         |       |
|        | Romea-Cavarzere                                 |                                                                          | Cavarzere - Monsole |                                                                   | 10.651        |       |
|        | Rottanova-Coette                                |                                                                          | Rottanova - Coette |                                                                   | 3.441         |       |
|        | Eraclea Mare                                    |                                                                          | Eraclea - Eraclea Mare |                                                                   | 5.935         |       |
|        | Strada Di Teglio Veneto                         |                                                                          | Fratta - Teglio Veneto - Suzzolins | (18)                                                              | 4.887         |       |
|        | Fossalta di Portogruaro-Fratta                  |                                                                          | Portogruaro - Fossalta di Portogruaro - Fratta |                                                                   | 3.454         |       |
|        | Portogruaro-Udine                               |                                                                          | Portogruaro - Cintello |                                                                   | 3.374         |       |
|        | Tezzon-Ca' Corniani                             |                                                                          | Tezzon - Ca' Corniani |                                                                   | 5.990         |       |
|        | Svincoli di Chioggia                            |                                                                          | SS 309 Romea - Chioggia | Via Isola Saloni                                                  | 2.570         |       |
|        | della Val di Zoldo e Val Cellina                | Rotatoria Viale Pordenone - Via Giai - Via Orazio Antinori (Portogruaro) | Portogruaro - Cinto Caomaggiore - Chions | Confine con il Friuli Venezia Giulia, dove continua come SR 251   | 8.260         |       |
|        | del Tagliamento                                 | Intersezione con Via A. Rosmini (Portogruaro)                            | Portogruaro - Cordovado | Confine con il Friuli Venezia Giulia, dove continua come SR 463   | 6.757         |       |

## Fonti
- gas2002.provincia.venezia.it,  https://web.archive.org/web/20110221135808/http://gas2002.provincia.venezia.it/html/servizi_tipologie_dett.asp?idtipologia=15&idservizio=30. URL consultato il 12 marzo 2011 (archiviato dall'url originale il 21 febbraio 2011).
- Informazioni dal sito della provincia di Venezia, su viabilita.provincia.venezia.it. URL consultato il 20 agosto 2009 (archiviato dall'url originale l'8 ottobre 2007).